# الأوصام
الأوصام: من بني بارق، من الأزد من سبأ: جدّ جاهلي، وفي بلاده من بارق كانت تقع سوق حباشة. عرف بنوه في الجاهلية بالفروسية والشعر ومنهم: الشاعر الجاهلي «جابر بن قيس بن أبي سعيد»،والشاعر «المنذر بن عوف»، والفارس الجاهلي «سنان بن أبي عطاء»، قال ابن الكلبي: «سنان بن أبي عطاء، قتلته الحجر بن الهنوء بن الازد».
جاء في المعجم البريطاني: «وصام قرية صغيرة في شمال غرب العجمة، وشرق مضايق عقبة سهول على مسافة ميل ونصف».

## النسب
اختلف في نسب الأوصام على قولين هما:
- قول ابن الكلبي: الأوصام بن حارثةُ بن ثعلبةَ بن عديّ (بارق) بن حارثة بن عمرو بن عامر بن حارثة بن امريء القيس بن ثعلبة بن مازن بن الأزد.[7]
- قول الصحاري: الأوصم[معلومة 2] بن بارق بن حارثة بن عمرو بن عامر بن حارثة بن امريء القيس بن ثعلبة بن مازن بن الأزد.[8]

## طالع أيضًا
- سوق حباشة

### هوامش
1. ↑  ذُكرت هكذا Hassam (حصام)، وهي في الأصل Wassam (وصام)؛ إما خطأ في الطباعة أو في النقل من العربية إلى الإنجليزية. والقرية الموصوفة هنا تسمى غرب قرية قرن مخلد في الطريق مؤدي إلى عقبة سهول ثم سهول ويبة.
2. ↑  وفي الكتاب المطبوع «الأصم» وهو تصحيف ( الأوصم). ومن أمثلة تصحيفات الكتاب المطبوع في نسب بارق ما يلي: شهران بن خولان والأصل شمران بن خولان، وبني وسل بن بارق وفي الأصل رسل بن بارق، وسعيد بن عدي، وفي الأصل سعد بن عدي.